# Physalaemus ephippifer
Espèce
Synonymes
- Leiuperus ephippifer Steindachner, 1864

Statut de conservation UICN

 LC  : Préoccupation mineure
Physalaemus ephippifer est une espèce d'amphibiens de la famille des Leptodactylidae.

## Répartition
Cette espèce en dessous de 350 m d'altitude, :
- dans l'est du Venezuela ;
- dans le sud du Guyana ;
- au Suriname ;
- en Guyane ;
- dans le centre et l'Est de l'Amazonie brésilienne.

## Publication originale
- Steindachner, 1864 : Batrachologische Mittheilungen. Verhandlungen der Kaiserlich-Königlichen Zoologisch-Botanischen Gesellschaft in Wien, vol. 14, p. 239–288 (texte intégral).